# Tanystylum styligerum
Tanystylum styligerum là một loài nhện biển trong họ Ammotheidae. Loài này thuộc chi Tanystylum. Tanystylum styligerum được miêu tả năm 1875 voor het eerst wetenschappelijk bởi Miers.